# Williams (Califórnia)
Williams é uma cidade localizada no estado americano da Califórnia, no condado de Colusa. Foi incorporada em 17 de maio de 1920.

## Geografia
De acordo com o United States Census Bureau, a cidade tem uma área de 14,1 km², onde todos os 14,1 km² estão cobertos por terra.

### Localidades na vizinhança
O diagrama seguinte representa as localidades num raio de 48 km ao redor de Williams.

## Demografia

### Censo 2010
Segundo o censo nacional de 2010, a sua população é de 5 123 habitantes e sua densidade populacional é de 363,60 hab/km². Possui 1 487 residências, que resulta em uma densidade de 105,54 residências/km².

### Censo 2000
De acordo com o censo nacional de 2000, a densidade populacional era de 260,5/km² (674,3/mi²) entre os 3670 habitantes, distribuídos da seguinte forma:
- 45,45% caucasianos
- 0,49% afro-americanos
- 1,14% nativo americanos
- 1,14% asiáticos
- 45,50% outros
- 6,27% mestiços
- 71,20% latinos

Existiam 745 famílias na cidade, e a quantidade média de pessoas por residência era de 3,70 pessoas.